# Fernelius
Fernelius est un cratère lunaire situé sur la face visible de la Lune au sud de la Mare Nubium. Le cratère Fernelius se trouve au nord du cratère Stöfler à l'est des cratères Nasireddin, Orontius et Saussure.  
Sa bordure sud-est est empiétée par le cratère Faraday. Le contour est érodé et superposé sur le côté ouest au cratère satellite "Fernelius A". L'intérieur est en grande partie plat. 
En 1935, l'Union astronomique internationale a donné le nom du mathématicien et astronome français Jean Fernel à ce cratère lunaire.

## Cratères satellites

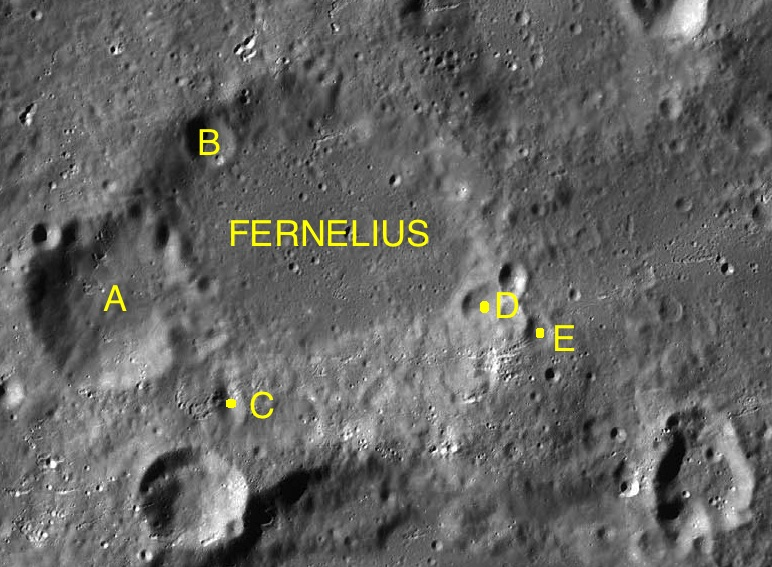
Carte des cratères satellites de Fernelius.

Par convention, les cratères satellites sont identifiés sur les cartes lunaires en plaçant la lettre sur le côté du point central du cratère qui est le plus proche de Fernelius.
| Fernelius | Latitude | Longitude | Diamètre |
| --------- | -------- | --------- | -------- |
| A         | 38.3° S  | 3.5° E    | 30 km    |
| B         | 37.4° S  | 4.1° E    | 10 km    |
| C         | 38.9° S  | 4.4° E    | 7 km     |
| D         | 38.2° S  | 6.2° E    | 7 km     |
| E         | 38.3° S  | 6.6° E    | 6 km     |